# Chaetodon plebeius

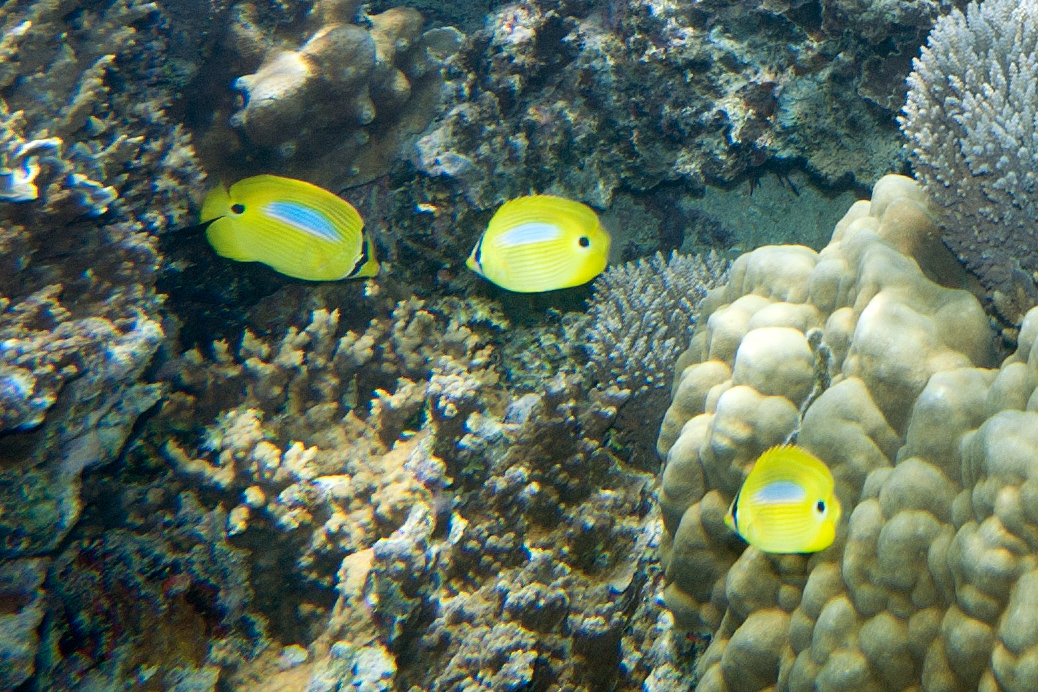
Grupo de C. plebeius en Fiyi.

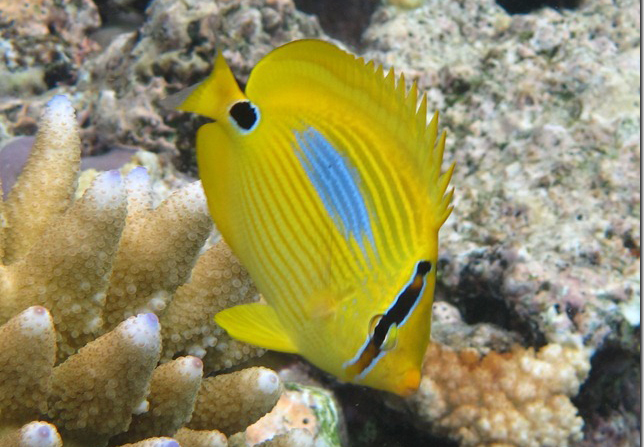
Chaetodon plebeius en Lizard Island, Queensland, Australia

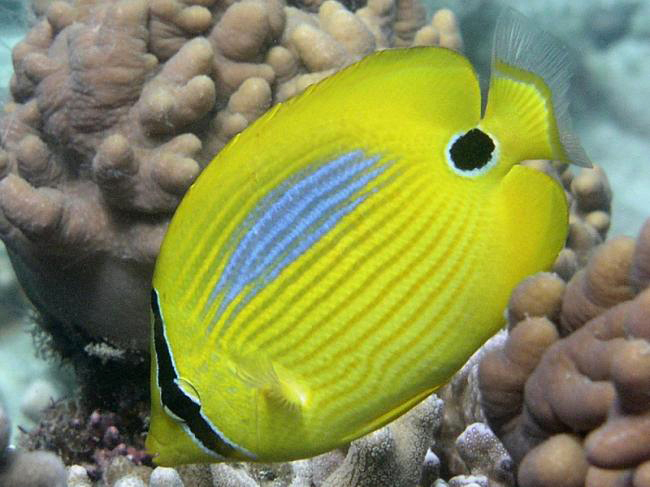
Chaetodon plebeius en Lizard Island, Queensland, Australia

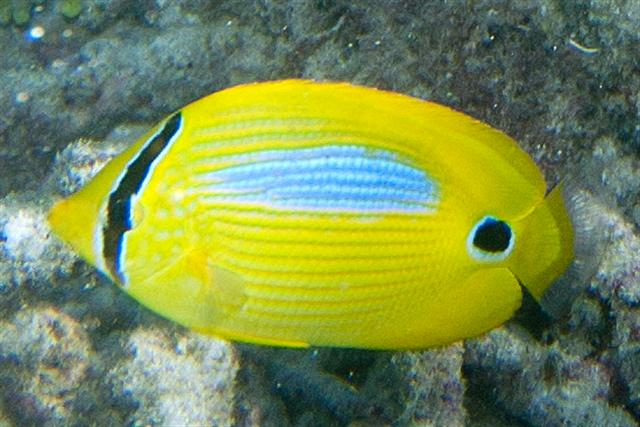

El Chaetodon plebeius es un pez mariposa marino, de la familia de los Chaetodontidae. 
Es una especie generalmente común en su área de distribución, por ejemplo en el norte de la Gran Barrera de Arrecifes australiana, en la que se ha reportado una ratio de 0,58 individuos por 200 m², a pesar de que se había producido una extinción en su parte central, debido a una severa pérdida de corales en esa área, ya que es una especie coralívora obligada, o que se alimenta principalmente de corales.

## Morfología
Posee la morfología típica de su familia, cuerpo ovalado y comprimido lateralmente. 
La coloración base de la cabeza, cuerpo, y todas las aletas es amarilla. Varias líneas estrechas oscuras paralelas atraviesan el cuerpo. La cabeza tiene una línea negra, bordeada en blanco, atravesándola verticalmente, cubriendo el ojo. Tiene una mancha alargada azul en la parte superior de los laterales, y un ocelo negro, bordeado en blanco, situado en el pedúnculo caudal.
Posee entre 13 y 15 espinas dorsales, de 16 a 18 radios blandos dorsales, 4 o 5 espinas anales y de 14 a 16 radios blandos anales.
Alcanza los 15 cm de largo.

## Hábitat y distribución
Especie asociada a arrecifes, tanto en lagunas poco profundas, como en laderas de arrecifes exteriores. Normalmente, a los adultos se les ve en parejas o solitarios. Con frecuencia entre las ramas de corales.
Ocurre hasta 10 metros de profundidad, aunque otros registros indican un rango de profundidad entre 0,9 y 19,5 m; y un rango de temperatura entre  24.63 y 28.58 °C.
Se distribuye en aguas tropicales del océano Indo-Pacífico, desde la isla de Andaman hasta Fiyi. Es especie nativa de Australia; China; Filipinas; Fiyi; Indonesia; Japón; Nueva Caledonia; Isla Norfolk; Palaos; Papúa Nueva Guinea; Islas Salomón; Taiwán; Tonga; Vanuatu; Vietnam y Wallis y Futuna.

## Alimentación
Es especie coralívora y se alimenta principalmente de pólipos de Acropora, aunque otros autores señalan que la mayoría prefiere corales del género Pocillopora.
Los ejemplares juveniles suelen ejercer de limpiadores y eliminan ectoparásitos de otros peces.

## Reproducción
Son dioicos, o de sexos separados, monógamos, ovíparos, y de fertilización externa. El desove sucede en grupos antes del anochecer. Forman parejas durante la maduración, y durante el ciclo reproductivo, pero no protegen sus huevos y crías después del desove.